# Cratere Mazomba
Mazomba è un cratere presente sulla superficie di Tritone, il principale satellite di Nettuno; il suo nome deriva da quello di Mazomba, un pesce di considerevoli dimensioni presente nella mitologia Chaga (popolazione della Tanzania).